# Фрайенорла
Фрайенорла (нем. Freienorla) — община в Германии, в земле Тюрингия. 
Входит в состав района Заале-Хольцланд. Подчиняется управлению Зюдлихес Залеталь.  Население составляет 324 человека (на 31 декабря 2010 года). Занимает площадь 6,81 км².